# Puta (Joan Thiele)
Puta è un singolo della cantautrice italiana Joan Thiele, pubblicato il 16 gennaio 2020 come secondo estratto dal secondo EP Operazione oro.

## Descrizione
Il brano, scritto dalla stessa cantautrice con Giulio Enrico Fasino, è prodotto dalla stessa Joan Thiele con Stefano Tognini, in arte Zef.

## Video musicale
Del brano è stato realizzato un video musicale registrato dal vivo, per la regia di Tommaso Ottomano, pubblicato il 23 gennaio 2020 attraverso il canale YouTube della cantautrice.

## Tracce
Testi e musiche di Alessandra Joan Thiele e Giulio Enrico Fasino.
1. Puta – 3:19